# Henschel Hs 117
El Henschel Hs 117 Schmetterling (alemany: papallona) va ser un Míssil terra-aire, dirigit per ones de ràdio, projectat per Henschel a finals de la Segona Guerra Mundial. També hi havia una versió aire-aire, la Hs 117H. Va ser dissenyat per Herbert Wagner. Encara que s'havia començat la seva producció no va arribar a ser operatiu.

## Antecendents
Henschel Flugzeuge Werke AG, prop de Berlín, era una de les poques empreses alemanyes amb experiència real en el disseny de míssils a causa del treball anterior del professor Herbert Wagner amb el míssil anti-vaixells Hs 293. Wagner havia estudiat la idea d'adaptar la tecnologia de guiatge per ràdio Kehl-Straßburg a un míssil antiaeri ja des del 1941. Va proposar-ho al RLM el 1941, però es va rebutjar perquè el van considerar innecessari. Després de l'inici del programa R (Raketten, Coets) el setembre del 1942, Henschel va rebre un contracte per a un petit míssil Flak sota el nom de codi de la Luftwaffe Schmetterling (Papallona).
En aquest moment, Wagner era el dissenyador de míssils tàctics amb més experiència a Alemanya i va tenir en compte els factors necessaris per construir un míssil consumible. En lloc d'obtenir el màxim nivell d'excel·lència tecnològica, va intentar desenvolupar un míssil que fos petit i barat i que oferís bones prestacions. Va escollir un disseny que es pogués desenvolupar el més ràpidament possible. El Schmetterling era considerablement més petit que els seus competidors, ja que Wagner va seleccionar una petita càrrega explosiva, acceptant que de mitjana es necessitarien tres míssils per abatre un B-17.

## Disseny i desenvolupament
Les proves de vol del Schmetterling van començar a Peenemünde el maig de 1944. El juliol de 1944, la Luftwaffe li donà el codi 8-117 als míssils de prova. En les proves inicials el sistema de guiatge no estava activat i es pretenia verificar, principalment, el rendiment dels coets impulsors-acceleradors i del motor. Altres míssils de prova es van llançar des d'avions per provar els sistemes de control i guia de vol. El model 8-117B tenia una disposició revisada dels dipòsits de combustible del motor i diferents muntatges dels coets impulsors-acceleradors. La versió final dels assajos a la tardor de 1944, el 8-117C, va augmentar la quantitat d'explosius de 25 a 40kg, i va utilitzar el receptor de ràdio Colmar i es va configurar amb una espai modular que podria acceptar les espoletes de proximitat Donag Kakadu, Siemens Marabu o AEG Fuchs ja que no hi havia cap espoleta de proximitat desenvolupada completament en aquell moment, de manera que el míssil va haver de ser preparat per poder acceptar qualsevol dels dissenys. El 8-117D va ser el mateix model de prova que el 8-117C, però utilitzava el motor Walther HWK 109-729. Durant els assajos es van arribar a velocitats fins a Mach 0.9 En total, fins al febrer de 1945 es van realitzar 80 proves de vol, 20 des d'avions i 60 des de llançadors terrestres. No es va poder provar el rendiment complet a causa d'un retard en desenvolupament dels motors.
La primera versió de producció del míssil va ser la Hs 117A-1, basada en la versió de prova 8-117C. La versió de producció estàndard estava programada com a Hs 117A-2, que tenia un sistema d'alerons i timons revisat, cua cònica, compartiment modular per a receptors de ràdio Straßburg, Colmar o Brig, i accessoris addicionals per a l'espoleta de proximitat acústica Meise opcional. Henschel va rebre un contracte de producció per a la Schmetterling a finals de l'estiu de 1944.
S'esperava iniciar la producció de Schmetterling a finals de 1944, tot i això, quedaven per resoldre molts problemes. No hi ha proves reals reals del míssil contra un objectiu en vol. No hi havia cap espoleta de proximitat a punt per a la producció. A l'octubre de 1944, es va decidir començar la producció el març de 1945. Un dels principals colls d'ampolla en la producció era el subministrament de motors coets, BMW va informar, el gener de 1945, que no va podria lliurar els motors durant almenys tres mesos. L'ambiciós pla de produir 3.000 míssils mensuals a finals de 1945 va ser retallat el març de 1945, a només 300 mensuals per l'extrema escassetat de combustible i la devastació a la indústria aeronàutica provocada per els atacs dels bombarders aliats. També hi havia encarregades un total de 35 estacions de tir. Ja que cap dels tipus havien estat completament qualificats en proves, es van ordenar quatre configuracions diferents : 20 Burgund, 5 Franken, 5 Elsaß i 5 Braband. El 15 de març de 1945, quan es va evacuar la planta de Henschel, s'havien construït un total d'uns 140 Hs 117, dels quals 80 havien estat gastats en proves, amb els altres 60 que els faltaven components. L'equip de desenvolupament es va traslladar a la zona de la muntanya de Harz a principis de 1945, i després a Baviera a l'abril de 1945, amb poques oportunitats de desenvolupar aquest sistema de míssils. El Schmetterling va ser l'únic míssil alemany Flak proper al desplegament de combat el 1945.

## Descripció tècnica
El míssil Hs 117 tenia un cos cilíndric de 420 cm de llarg i 35 cm de diàmetre acabat en 4 aletes. A l'interior hi havia el cap explosiu, l'estació receptora de guiatge per ràdio Straßburg, Colmar o Brig, el control de vol per giroscopi i el motor BMW 109-558, però la seva empenta inadequada va portar a la consideració del Walter HWK109-729 com a alternativa. A ell, s'hi unien les dues ales i els dos coets impulsors-acceleradors Schmidding 109-533 carregats d'etilenglicol sòlid. El morro del Schmetterling tenia una forma asimètrica inusual, que es repetia en altres míssils de Henschel. En un costat hi havia un con sobresortint que contenia una espoleta de proximitat, mentre que a la part lateral i, lleugerament enrere, hi havia un petit aerogenerador que proporcionava energia elèctrica per al sistema de control de vol del míssil. L'ús d'un generador evitava la necessitat del manteniment d'una bateria quan s'emmagatzemava el míssil. La secció del morro també contenia el cap explosiu de 40 kg. El sistema de control de vol era molt similar al Hs 293, utilitzant giroscopis per al control i ones de ràdio pel guiatge.

## Variants
La Hs 117H era una variant llançada des de l'aire, dissenyada per ser disparada des d'un Dornier Do 217, Junkers Ju 188 o Junkers Ju 388. Aquesta versió va ser dissenyada per atacar els avions enemics fins a 5 km per sobre dels avions de llançament.

## Estació de tirBurgund
Burgund era el sistema de control de tir més probable per al míssil Schmetterling a curt termini i va ser el més proper a la seva realització. Funcionava de manera similar al sistema Kehl-Straßburg de la Hs 293, tret del fet que els elements de seguiment des de terra eren considerablement més elaborats que el sistema des d'avions Kehl, a causa del major abast i velocitat més alta de l'objectiu.
La seqüència de tir començava amb una alerta des del radar situat al post de comandament del batalló antiaeri al Flaksichgerät de cada bateria de llançament. El Flaksichgerät era un telèmetre òptic usat per calcular l'abast, l'altitud i la direcció de l'objectiu. Les dades obtingudes es traspassaven via cable a la Flakfolgegerät, que era l'estació de guiatge muntada en un remolc semi-mòbil Sd. Anh 206 amb un suport cruciforme. Tenia dos operadors, l'operador de l'esquerra dirigia la Flakfolgegerät i la mantenia apuntant al blanc. L'operador de la dreta controlava el míssil i el dirigia cap al blanc fent servir una palanca de control. L'estació de tir estava connectada a una antena transmissora Funksender 203V que enllaçava via ràdio les correccions de vol al receptor Colmar del míssil. La plataforma de llançament del míssil Startgestell (llançadora) que consistia en una rampa situada en un pedestal de base cruciforme estava situada a uns 40 metres de la Flakfolgegerät.